# Пиловий режим шахти
Пиловий режим шахти (рос. пылевой режим шахты, англ. dust conditions of a mine, нім. Staubverhältnisse n pl der Grube) – комплекс заходів, які проводяться на шахтах, небезпечних за пилом, з метою попередження і локалізації вибухів пилу. П.р. встановлюється у всіх виробках, призначених для розробки небезпечних за пилом пластів корисних копалин, у виробках загальношахтного призначення, а також у розкриваючих виробках. П.р. передбачає виконання заходів, що перешкоджають утворенню пилу і пилового аерозолю. 